# Limite de Tolman-Oppenheimer-Volkoff

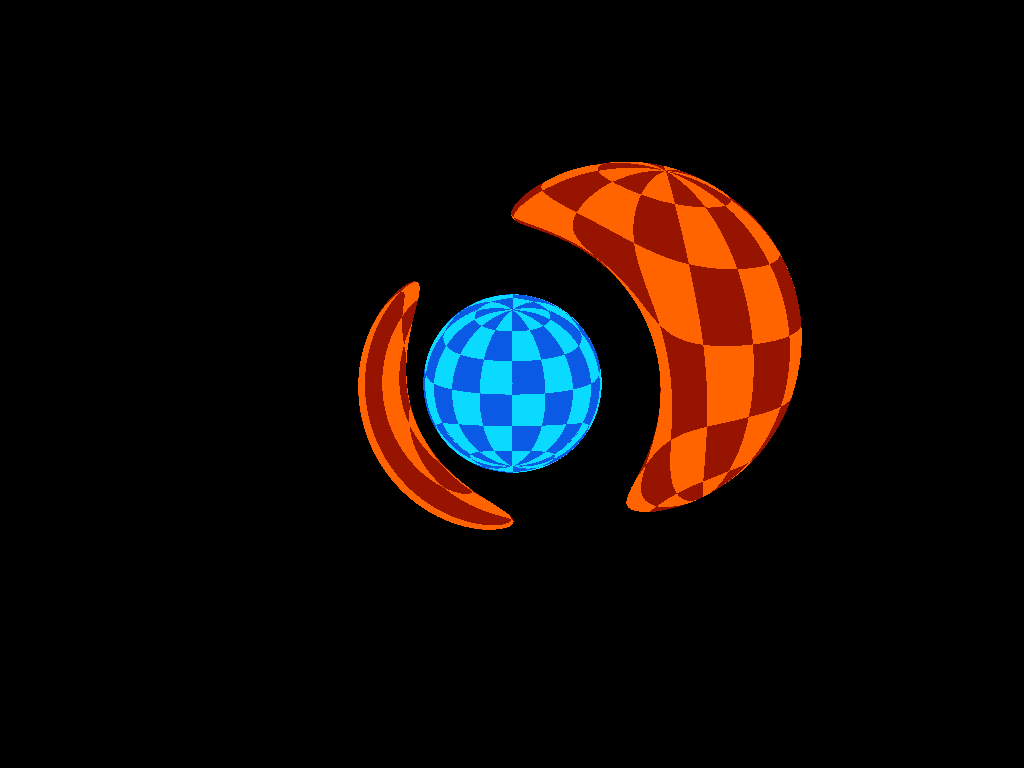
Representação da deflecção gravitational da luz junto a uma estrela de nêutrons

O limite Tolman-Oppenheimer-Volkoff (TOV) é um limite superior para a massa de estrelas compostas de matéria nêutron-degenerada (estrelas de nêutrons). É análogo ao limite de Chandrasekhar para uma estrela anã branca.

## Histórico e desenvolvimentos
O limite foi calculado por Julius Robert Oppenheimer e George Michael Volkoff em 1939, usando trabalho anterior de Richard Chace Tolman. Oppenheimer e Volkoff adotaram que os nêutrons em uma estrela de nêutrons formava um gás Fermi degenerado frio. Isto leva a limitar tal massa em aproximadamente 0,7 de uma massa solar. Estimativas modernas dão intervalo de aproximadamente 1,5 a 3,0 massas solares. A incerteza nos valores reflete o fato de que as equações de estado para matéria extremamente densa não são ainda bem conhecidas.

## Algumas considerações
Em uma estrela de nêutrons mais leve que o limite, o peso da estrela é suportado por interações repulsivas de curta distância nêutron-nêutron mediadas pela força forte e também  a pressão causada pela degeneração de nêutrons. Se uma estrela de nêutrons é mais pesada que o limite, ela irá colapsar para forma ainda mais densa. Ela pode vir a formar um buraco negro, ou mudar sua composição e se sustentar em algum outro mecanismo (por exemplo, pela pressão da degeneração de quarks tornar-se uma estrela de quarks).
Por causa das propriedades de ainda mais exóticas formas hipotéticas de matéria degenerada serem ainda menos conhecidas que as de matéria nêutron-degenerada, muitos astrofísicos adotam, na ausência de evidências em contrário, que uma estrela de nêutron acima do limite colapsa diretamente num buraco negro.
Buracos negros formados pelo colapso de estrelas individuais têm massa no intervalo de 1,5-3,0 (Limite TOV) a 10 massas solares.
Um buraco negro formado pelo colapso de uma estrela individual deve ter massa excedendo o limite Tolman-Oppenheimer-Volkoff. A teoria prediz isto por causa da perda de massa durante a evolução estelar. Um buraco negro formado de uma estrela isolada de metalicidade estelar deve ter massa não maior que aproximadamente 10 massas solares. Observacionalmente, por causa de suas grandes massas, relativa fragilidade, e espectro de raios X, um número de massivos objetos em binários de raio X são propostos como sendo buracos negros estelares. Estes candidatos a buracos negros são estimados a ter massas entre 3 e 20 massas solares.